# Рюдлинген
Рюдлинген (нем. Rüdlingen) — коммуна в Швейцарии, в кантоне Шаффхаузен. 
Население составляет 621 человек (на 31 декабря 2006 года). Официальный код — 2938.